# مقياس الطاقة الشمسية

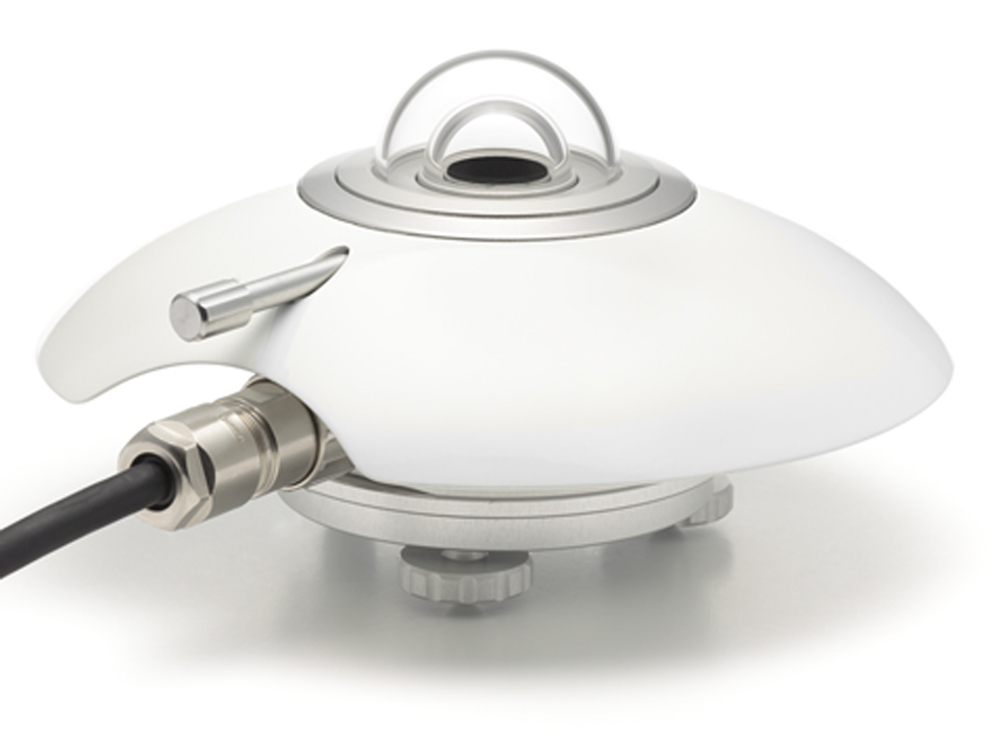
صورة لمقياس الطاقة الشمسية

مقياس الطاقة الشمسية (Solarimeter) هو مقياس بيرانومتر ، وهو نوع من أجهزة القياس المستخدمة لقياس الإشعاع الشمسي المشترك المباشر والمنتشر.يقيس مقياس شمسي متكامل الطاقة التي تم تطويرها من الإشعاع الشمسي بناءً على امتصاص الحرارة بواسطة جسم أسود.تم تطوير مبدأ تصميم هذه الآلة لأول مرة من قبل القس الإيطالي ، الأب أنجيلو بيلاني. اخترع طريقة قياس الأكتين التي تعتمد على التقنيات الفيزيائية والكيميائية.